# Victor-Émile Michelet
Victor-Émile Michelet (Nantes, 1861. december 1. – Párizs, 1938. január 12.) francia ezoterikus költő és okkultista volt.

## Irodalmi munkássága
Habár már húszéves korában részt vett a párizsi irodalmi életben, mégis csak 41 éves korában jelent meg első verseskötete, La Porte d'Or címmel.
Tagja volt a L'Encrier (Tintatartó) néven működött művészek együttműködésének Saint-Louis szigetén(fr) az Anjou rakpart 29. szám alatt, ahol Roger Devigne segítségével sajátkezűleg nyomtatja ki a Le Tombeau d'Hélène (Heléna sírja) című költeményét 1924 januárjában. Akkoriban a párizsi Monsieur-le-Prince utca 26. szám alatt lakott.
A Francia Költők Társasága elnöke lett 1910-ben, majd a Költők Házának a tagja 1932-ben.

## Ezoterikus tevékenysége
Fiatal korában a okkultista Stanislas de Guaïta és lelkes tanítványa Edouard Schuré társaságához tartozott. Papus-szal együtt részt vett a Martinista Rend 1890-es megalakításában, majd a párizsi "Velleda" páholyt vezette és a szimbolizmus tanulmányozásának szentelte magát. Részt vett az 1890-től megjelent Le Voile d’Isis folyóirat munkájában.
1926-ban részt vett a Roger Dévigne (elnök) és Paul Le Cour (titkár) kezdeményezésére létrejött Société des Études Atlantéennes (Atlantisz Kutatók Társasága) megalakításában. Ezután Atlantisz témájú konferenciákon vett részt a Sorbonne-on. 1927-ben az elnök és titkára szétválása után Paul le Cour-ral tartott.
1931-ben Augustin Chaboseau, Michelet részvételével elhatározta, hogy feltámasztja a Papus-val együtt alapított Rendet Ordre Martiniste Traditionnel (OMT, illetve angolul TMO) néven. A TMO első nagymestere Michelet lett, mely tisztséget egészen 1938-ban bekövetkezett haláláig betöltötte.

## Művei
- De l’Ésotérisme dans l'Art, Paris, Librairie du Merveilleux, 1890, 29 p.
- La Porte d'Or, Ollendorff, 1903, 236 p. költemény
- Florizel et Perdita, Paris, Dubreil, 1904, 92 p. színmű
- Le Pèlerin d'Amour, Paris, Odéon, 1904. színmű
- L’Espoir merveilleux, Mercure de France, 1908. költemény
- L'amour et la magie (1908), Chacornac, 1926, 151 p.
- Villiers de l'Isle-Adam, Paris, Librairie hermétique, Nos Maîtres gyűjtemény, 1910, az író fényképével és saját kezű aláírásával, 99 p.
- La possédée, Paris, Figuière, 1914, 68 p. színmű
- Le tombeau d'Hélène, Paris, L'Encrier, 1924, 12 p. költemény
- Le secret de la chevalerie, Paris, C. Bosse, 1930, 101 p.; újrakiadás: Maisnie Trédaniel, 1990
- Introduction à la vie ardente, Paris, Messein, 1931, 80 p. költemény
- La Descente de Vénus aux enfers, Paris, Messein, 1931; költemény
- Promenade aux jardins des esprits et des formes, Bibliothèque de l'Artistocratie, Les Écrivains Indépendants, 1934
- Les Compagnons de la hiérophanie. Souvenirs du mouvement hermétiste à la fin du XIX° siècle, Dorbon, 1937; újrakiadás: Repro 2000, 1977, 157 p.
- Contes surhumains, Paris, publikáció
- Contes aventureux, Librairie Guilmoto; akadémiai díjat nyert mű
- Étude sur quelques Artistes originaux : Maufra, peintre et graveur, librairie Floury
- L'Après-Midi des Poètes : la Poésie symboliste, Paris, publikáció
- L'Amour et la Magie, Paris, publikáció

## Lásd még
- Xavier Cuvelier-Roy (2006). „Victor-Émile Michelet, Poète ésotérique” (francia nyelven). Pantacle (n° 14.). [2020. január 27-i dátummal az eredetiből archiválva]. (Hozzáférés: 2020. január 27.), cikk róla, mint ezoterikus költőről
- maison Victor Emile Michelet (francia nyelven), 2007. május 1. (Hozzáférés: 2020. január 27.), Michelet háza, 26 rue Monsieur le Prince (6e kerület)
- Gérard Walch. Anthologie des Poètes français contemporains [archivált változat] (francia nyelven). Delagrave (1958). Hozzáférés ideje: 2020. január 27. [archiválás ideje: 2020. január 27.]
- Émile Faguet. Dix-neuvième siècle – études littéraires (francia nyelven). Boivin [1887] (1949)
- Richard E. Knowles. Victor-Émile Michelet, poète ésotérique (francia nyelven). Vrin, XII-308. o. (1954)

## Fordítás
- Ez a szócikk részben vagy egészben  a   Victor-Emile Michelet című francia Wikipédia-szócikk fordításán alapul.  Az eredeti cikk szerkesztőit annak laptörténete sorolja fel. Ez a jelzés csupán a megfogalmazás eredetét és a szerzői jogokat jelzi, nem szolgál a cikkben szereplő információk forrásmegjelöléseként.